# Yamaha-Cup

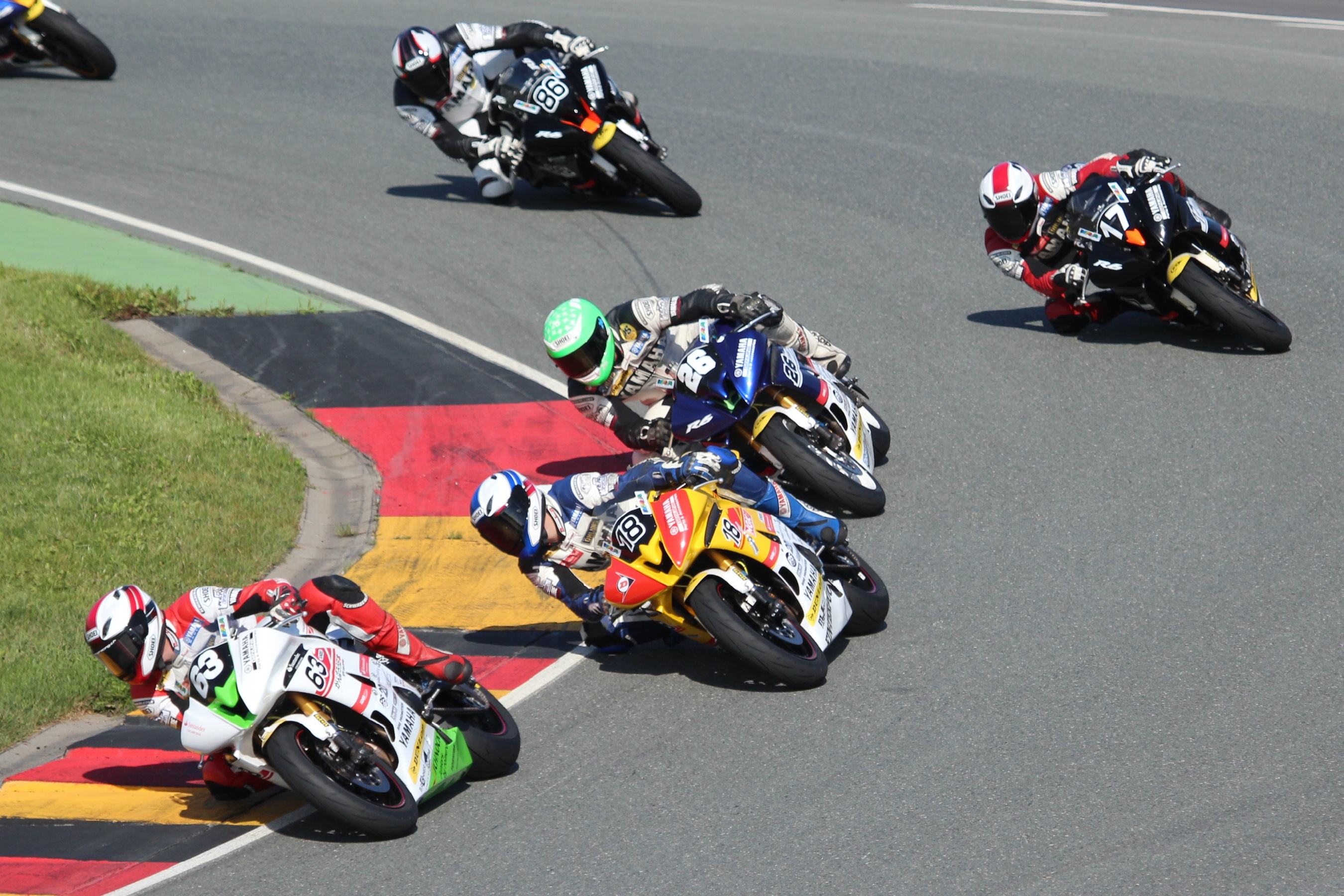
Szene aus dem Yamaha-R6-Dunlop-Cup, Sachsenring 2012

Yamaha-Cup war eine Motorrad-Rennserie, die von Yamaha Deutschland veranstaltet wurde und vor allem der Nachwuchsförderung im Motorradsport diente.

## Geschichte

### Allgemeines
Der erste Yamaha Cup wurde 1978 ausgetragen. Er war der älteste Motorrad Markenpokal und die erfolgreichste Nachwuchsserie im deutschen Motorradrennsport. Von Anfang an wurde er im Rahmen der Deutschen bzw. der Internationalen Deutschen Meisterschaft ausgetragen. Im Laufe der Jahre änderte sich der Name mehrmals, je nach Motorrad-Modell bzw. Hauptsponsor. Frühere Namen waren beispielsweise Yamaha-Aral-Cup oder Yamaha R6-Shell-Cup. Der letzte Name lautete seit 2004 Yamaha-R6-Dunlop-Cup.
Eine der vorrangigen Zielsetzungen war Chancengleichheit, welche durch identisches Material bei vergleichsweise günstigen Kosten umgesetzt werden sollte. Veränderungen am Motor waren unzulässig. Viele später international erfolgreiche Fahrer, wie Martin Wimmer, Dirk Raudies, Jörg Teuchert, oder Kenan Sofuoğlu sammelten seit 1978 hier ihre ersten Siege.
Die Saison 2013 war für eine DMSB-B-Lizenz ausgeschrieben und wurde mit Yamaha-YZF-R-6-Modellen gefahren. Das Modell 2013 hatte einen Vierzylinder-Reihen-Viertaktmotor mit 600 cm³ bei 91 kW (123,7 PS) Leistung. Die Teilnehmer mussten mindestens das 18. Lebensjahr vollendet haben, Ausnahmeregelungen waren möglich. 2013 kostete das Cup-Paket 16.860 Euro inklusive Motorrad, Race-Kit, Fahrer- und Teambekleidung, Schmier- und Pflegemitteln sowie allen Nenngeldern. Es wurde mit Dunlop-Einheitsreifen GP Racer D 211gefahren. Das Design war ebenfalls einheitlich, wahlweise in Weiß, Blau oder Schwarz. Der jeweilige Tabellenführer fuhr mit einer gelben Verkleidung.
Am 19. Januar 2018 gab Yamaha Deutschland bekannt, dass der Yamaha-Cup eingestellt wird.

### Motorräder
Angebots- und marketingtechnisch bedingt wurden die Rennen im Laufe der Jahre auf verschiedenen Yamaha-Modellen ausgetragen.
- ab 1978 – XS 400 bzw. RD 350
- ab 1987 – TZR 250
- ab 1991 – FZR 600
- ab 1994 – FZR 600R
- ab 1996 – YZF 600 R Thundercat
- ab 1999 – YZF-R 6

## Siegerliste
| Jahr | Meister                 | Motorrad                  |
| ---- | ----------------------- | ------------------------- |
| 1978 | Martin Wimmer           | Yamaha XS 400             |
| 1979 | Reinhard Scheuerlein    | Yamaha XS 400             |
| 1980 | Franz Schwarz           | Yamaha XS 400             |
| 1981 | Albrecht Ulmer          | Yamaha XS 400             |
| 1981 | Manfred Hemmerlein      | Yamaha RD 350             |
| 1982 | Jürgen Braun            | Yamaha XS 400             |
| 1982 | Wilhelm Mayer           | Yamaha RD 350             |
| 1983 | Roland Busch            | Yamaha RD 350             |
| 1984 | Alfred Mannweiler       | Yamaha RD 350             |
| 1985 | Rainer Prinz            | Yamaha RD 350             |
| 1986 | Sönke Huusmann          | Yamaha RD 350             |
| 1987 | Bernd Herrmann          | Yamaha TZR 250            |
| 1988 | Oliver Koch             | Yamaha TZR 250            |
| 1989 | Kai Schlieper           | Yamaha TZR 250            |
| 1990 | Peter Teudeloff-Krahnen | Yamaha TZR 250            |
| 1991 | Oliver Wrede            | Yamaha FZR 600            |
| 1992 | Reinhard Krächter       | Yamaha FZR 600            |
| 1993 | Patrick Gelbarth        | Yamaha FZR 600            |
| 1994 | Johann Pröls            | Yamaha FZR 600 R          |
| 1995 | Holger Röckl            | Yamaha FZR 600 R          |
| 1996 | Andreas Benitz          | Yamaha YZF 600 Thundercat |
| 1997 | Rico Penzkofer          | Yamaha YZF 600 Thundercat |
| 1998 | Roger Maher             | Yamaha YZF 600 Thundercat |
| 1999 | Dirk Fritz              | Yamaha YZF-R6             |
| 2000 | Philipp Ludwig          | Yamaha YZF-R6             |
| 2001 | Andreas Heese           | Yamaha YZF-R6             |
| 2002 | Kenan Sofuoğlu          | Yamaha YZF-R6             |
| 2003 | Thomas Wendel           | Yamaha YZF-R6             |
| 2004 | Peter Ungemach          | Yamaha YZF-R6             |
| 2005 | Timo Gieseler           | Yamaha YZF-R6             |
| 2006 | Pascal Eckhardt         | Yamaha YZF-R6             |
| 2007 | Thomas Rebien           | Yamaha YZF-R6             |
| 2008 | Filip Altendorfer       | Yamaha YZF-R6             |
| 2009 | Dominik Vincon          | Yamaha YZF-R6             |
| 2010 | Markus Reiterberger     | Yamaha YZF-R6             |
| 2011 | Jesko Raffin            | Yamaha YZF-R6             |
| 2012 | Niki Tuuli              | Yamaha YZF-R6             |
| 2013 | Dominik Engelen         | Yamaha YZF-R6             |
| 2014 | Lukas Trautmann         | Yamaha YZF-R6             |
| 2015 | Manou Antweiler         | Yamaha YZF-R6             |
| 2016 | Patryk Kosiniak         | Yamaha YZF-R6             |
| 2017 | Marc Zellhöfer          | Yamaha YZF-R6             |

## Trivia
- 1997 wurde Rico Penzkofer mit 103 Punkten Vorsprung Meister.
- 2003 wurde Thomas Wendel ohne einen einzigen Sieg Meister.
- 2014 gewann Lukas Trautmann alle Rennen.